# 博贝 (札萨克图汗部右翼右旗)
博贝（17世纪？—1704年），清朝蒙古王公，喀尔喀蒙古札萨克图汗部人，格哷森札札赉尔次子诺颜泰哈坦巴图尔六世孙，崆奎曾孙，巴喇斯腾喀哩陀音长子，博尔济吉特氏。
博贝号称察罕巴尔。康熙二十七年（1688年），率属民归顺清朝，驻牧乌喇特界内库埒谟多。康熙二十八年（1689年），授札萨克（札萨克图汗部右翼右旗）。康熙二十九年（1690年），入贡康熙帝，受厚赐。康熙三十年（1691年），至多伦诺尔会盟，封固山贝子，仍兼札萨克。